# Jalingo
Jalingo je glavni grad nigerijske savezne države Taraba. Leži u savani na istoku Nigerije, u podnožju planine Shebshi, stotinjak kilometara od kamerunske granice. Rijeka Benue prolazi 40 km sjeverozapadno od grada.
Jalingo je poznati sajamski grad i trgovačko središte ovoga dijela Nigerije. Posebno se ističe proizvodnja mlijeka i mliječnih proizvoda.
Prema popisu iz 1991., Jalingo ima 67.226, a prema procjeni iz 2010. 438.971 stanovnika.